# Marsdenia spathulata
Marsdenia spathulata är en oleanderväxtart som beskrevs av P.I. Forster. Marsdenia spathulata ingår i släktet Marsdenia och familjen oleanderväxter. Inga underarter finns listade i Catalogue of Life.